# Яйца в горчичном соусе
Яйца в горчичном соусе (нем. Eier mit Senfsauce) — классическое блюдо из куриных яиц в кухне Германии, а также соседних с ней стран, в частности, Дании. Рецепт предположительно происходит из Северной Германии. Отличается простотой приготовления.
Согласно базовому рецепту яйца для этого блюда отваривают вкрутую или пашот, разрезают в длину пополам и заправляют соусом на основе ру с добавлением среднеострой или острой горчицы, соли и перца. Как правило, яйца в горчичном соусе подают с отварным картофелем, картофельным пюре или картофелем в мундире.
Рецепт яиц в горчичном соусе известен как минимум с начала XIX века и упоминается в «Практической поваренной книге» Генриетты Давидис (1845) и «Бременской кулинарной книге» Бетти Глейм (1843). В настоящее время рецепт яиц в горчичном соусе часто фигурирует как блюдо вегетарианской кухни.